# Theridion paraense
Theridion paraense är en spindelart som beskrevs av Claude Lévi 1963. Theridion paraense ingår i släktet Theridion och familjen klotspindlar. Inga underarter finns listade i Catalogue of Life.